# بادفیش (کالیفرنیا)
بادفیش (به انگلیسی: Bodfish) یک منطقهٔ مسکونی در ایالات متحده آمریکا است که در شهرستان کرن، کالیفرنیا واقع شده‌است. بادفیش ۲۱٫۳۱ کیلومتر مربع مساحت و ۲۰٬۸۱۷ نفر جمعیت دارد و ۸۱۹ متر بالاتر از سطح دریا واقع شده‌است.